# Nguyễn Cảnh Dinh
Nguyễn Cảnh Dinh (sinh 1934) là đại biểu Quốc hội Việt Nam khóa X. Ông thuộc đoàn đại biểu Nghệ An.
Ông quê ở xã Xuân Thành, huyện Yên Thành, tỉnh Nghệ An, dòng dõi danh tướng Nguyễn Cảnh Hoan thời Lê Trung Hưng, là cựu học sinh trường Trung học cơ sở Huỳnh Thúc Kháng Nghệ An . Sau đó ông theo học kỹ sư thủy lợi, những năm 80 ông trở thành Bộ trưởng Bộ Thủy lợi.
Ông là đại biểu Quốc hội khóa VII khu vực tỉnh Bình Trị Thiên, khóa VIII khu vực tỉnh Nghệ Tĩnh, khóa X khu vực tỉnh Nghệ An.
Ông là Ủy viên Ban Chấp hành Trung ương Đảng Cộng sản Việt Nam các khóa V (dự khuyết), VI , VII , VIII .
Ông cũng là chính khách kỳ cựu, từ 22/1/1981 đến 21/10/1995 ông là Bộ trưởng Bộ Thủy lợi, kiêm Trưởng ban chỉ huy phòng, chống lụt bão Trung ương, Chủ tịch Ủy ban hợp tác kinh tế kỹ thuật Việt Nam – Iraq. Ông là Bộ trưởng cuối cùng của Bộ Thủy lợi trước khi sáp nhập Bộ Thủy lợi vào Bộ Nông nghiệp và Phát triển nông thôn năm 1995. Giai đoạn 21/10/1995 đến 1997 là Bộ trưởng, Chủ tịch Ủy ban sông Mê Kông của Việt Nam, kiêm Trưởng Ban Chỉ đạo phòng, chống lụt bão Trung ương (1995-1996), Bộ trưởng, Chủ nhiệm Văn phòng Chủ tịch nước từ 1997 đến 2003, Cố vấn Văn phòng Chủ tịch nước từ 2003 đến 2006.
Ông là Chủ tịch Hội hữu nghị Việt Nam - Apganistan, Chủ tịch Hội Hữu nghị Việt - Trung, Ủy viên Đoàn chủ tịch Liên hiệp các hội hữu nghị Việt Nam; là Chủ tịch Danh dự Hội Thủy lợi, Chủ tịch Danh dự Hội Đập lớn Việt Nam.
Năm 2006 ông được Nhà nước tặng thưởng Huân chương Độc lập hạng Nhất .